# Benijófar
Benijófar is een gemeente in de Spaanse provincie Alicante in de regio Valencia met een oppervlakte van 4 km². Benijófar telt 3.163 inwoners (1 januari 2016).
De gemeente Benijófar grenst aan Rojales en met zijn 4,36 km² is het een van de kleinste gemeenten in de regio. Zijn naam in het Arabisch, yauhar, betekent "zoon van de parel" en verwijst mogelijk naar de Arabische familienaam Yauh ofwel naar een orografisch reliëf in de vorm van een parel. Het lot van het dorpje is onherroepelijk verbonden aan de rivier Segura waaraan niet alleen zijn rijkdom te wijten is, maar ook zijn tegenspoed. Een overstroming in 1957 vernielde het dorp en doodde zijn inwoners. Nu heeft men de gekanaliseerde rivier volledig onder controle en is het een bron van inkomsten voor Benijófar.
De hoofdactiviteit van dit dorp is de landbouw en de nadruk ligt op het kweken van groenten en fruit die dagelijks de markt van alle steden en dorpen van de provincie Alicante bevoorraden. Ook in Benijófar neem het toerisme een steeds belangrijker plaats in. In de met de buurgemeente Rojales gedeelde woonwijk Benimar zijn de laatste jaren duizenden villa´s gebouwd, die voornamelijk door Engelsen en Nederlanders zijn aangekocht als tweede woning. Hierdoor is ook het winkelaanbod flink uitgebreid en telt het dorp een viertal grote supermarkten. Voorts vindt men in Benijófar een paar gezellige dorpspleintjes, wandelroutes en parken.

## Demografische ontwikkeling
Bron: INE, 1857-2011: volkstellingen
Agost · Agres · Aigües · Albatera · Alcalalí · Alcocer de Planes · Alcoleja · Alcoy · Alfafara · Algorfa · Algueña · Alicante · Almoradí · Almudaina · Altea · Aspe · Balones · Banyeres de Mariola · Benasau · Beneixama · Benejúzar · Benferri · Beniarbeig · Beniardá · Beniarrés · Benidoleig · Benidorm · Benifallim · Benifato · Benigembla · Benijófar · Benilloba · Benillup · Benimantell · Benimarfull · Benimassot · Benimeli · Benissa · Benitachell · Biar · Bigastro · Bolulla · Busot · Callosa d'en Sarrià · Callosa de Segura · Calp · Campo de Mirra  · Cañada· Castalla · Castell de Castells · Catral · Cocentaina · Confrides · Cox · Crevillent · Daya Nueva · Daya Vieja · Dénia · Dolores · El Campello · El Castell de Guadalest · El Ràfol d'Almúnia · El Verger · Elche · Elda · Els Poblets · Facheca · Famorca · Finestrat · Formentera del Segura · Gaianes · Gata de Gorgos · Gorga · Granja de Rocamora · Guardamar del Segura · Hondón de las Nieves · Hondón de los Frailes · Ibi · Jacarilla · Jávea · Jijona · L'Alfàs del Pi · L'Alqueria d'Asnar · L'Atzúbia · La Nucia · La Romana · La Vall d'Alcalà · La Vall d'Ebo · La Vall de Laguar · Llíber · Lorcha · Los Montesinos · Millena · Monforte del Cid · Monóvar · Murla · Muro de Alcoy · Mutxamel · Novelda · Ondara · Onil · Orba · Orihuela · Orxeta · Parcent · Pedreguer · Pego · Penàguila · Petrer · Pilar de la Horadada · Pinoso · Planes · Polop · Quatretondeta · Rafal · Redován · Relleu · Rojales · Sagra · Salinas · San Fulgencio · San Isidro · San Miguel de Salinas · San Vicente del Raspeig · Sanet y Negrals · Sant Joan d'Alacant · Santa Pola · Sax · Sella · Senija · Tàrbena · Teulada · Tibi · Tollos · Tormos · Torremanzanas · Torrevieja · Vall de Gallinera · Villajoyosa · Villena · Xaló